# 德拉甘·卡皮契奇
德拉甘·卡皮契奇（羅馬化：Dragan Kapičić，1948年8月7日—2024年6月24日），塞尔维亚男子篮球运动员。他曾代表南斯拉夫国家队参加1972年夏季奥林匹克运动会篮球比赛，获得第五名。